# Play That Funky Music
Singles de Wild Cherry
Voodoo Doll
(1975) Baby Don't You Know
(1977)
Play That Funky Music est une chanson du groupe américain Wild Cherry. Elle est sortie en avril 1976 comme premier single du premier album du groupe, intitulé Wild Cherry. Le single a atteint la première place du Billboard Hot 100 le 18 septembre 1976 ; il a également été numéro un du Billboard Hot Soul Singles. Le single est certifié platine par la Recording Industry Association of America pour plus de 2 millions de disques écoulés et s'est finalement vendu à 2,5 millions d'exemplaires rien qu'aux États-Unis.
Play That Funky Music est devenue le plus grand succès de Wild Cherry ainsi que sa chanson phare. Elle est classée 93e dans la liste des 100 chansons de tous les temps publiée en 2018 par le magazine Billboard et a été la seule chanson du groupe à figurer au sein du top 40 du Billboard Hot 100 américain.
Le musicien Prince reprenait très régulièrement la chanson lors de ses concerts de 2006 à 2014.

## Contexte
À ses débuts, Wild Cherry est un groupe hard rock, mais avec l'avènement et la popularité du disco, il est devenu plus difficile de faire des concerts en raison de l'envie du public de vouloir danser. Rob Parissi, le chanteur et fondateur du groupe, a dit au groupe que s'ils voulaient être engagés, ils allaient devoir commencer à inclure des morceaux de danse dans leurs concerts, mais le groupe a résisté à l'idée de devenir un groupe de disco. Alors que Wild Cherry jouait à la discothèque 2001 Club, dans le quartier nord de Pittsburgh, devant un public majoritairement noir, une personne dit à Ron Beitle, membre du groupe, pendant une pause : « Allez-vous jouer de la musique funky, les Blancs ? » (« Are you going to play some funky music, white boys? »). Parissi, inspirée par ces mots, prend un stylo ainsi qu'un bloc-notes et écrit la chanson en cinq minutes environ. Les paroles décrivent littéralement la situation difficile d'un groupe de hard rock qui s'adapte à l'ère du disco,.

## Liste des pistes
| A. | Play That Funky Music     | 3:12 |
| B. | The Lady Wants Your Money | 4:14 |

## Crédits
- Joe Parissi – chant, paroles, musique, production
- Bryan Bassett (en) – guitare électrique
- Allen Wentz – basse
- Ron Beitle – batterie
- Chuck Berginc – trompette
- Jack Brndiar  – trompette
- Joe Eckert – saxophone
- Rick Singer – saxophone

## Classements et certifications
| Classement (1976–77)                      | Meilleure position |
| ----------------------------------------- | ------------------ |
| Allemagne de l'Ouest (Media Control)      | 42                 |
| Australie (Kent Music Report)             | 5                  |
| Belgique (Flandre Ultratop 50 Singles)    | 6                  |
| Belgique (Wallonie Ultratop 50 Singles)   | 40                 |
| Canada (Top Singles)                      | 2                  |
| États-Unis (Hot 100)                      | 1                  |
| États-Unis (Hot Soul Singles)             | 1                  |
| États-Unis (National Disco Action Top 30) | 12                 |
| États-Unis (Cash Box Top 100)             | 1                  |
| États-Unis (Record World Singles)         | 1                  |
| Nouvelle-Zélande (RMNZ)                   | 4                  |
| Pays-Bas (Nederlandse Top 40)             | 4                  |
| Pays-Bas (Nationale Hitparade)            | 4                  |
| Royaume-Uni (UK Singles Chart)            | 7                  |

| Classement (1976)              | Position |
| ------------------------------ | -------- |
| Belgique (Flandre Ultratop 50) | 88       |
| Canada (RPM Top Singles)       | 34       |
| États-Unis (Hot 100)           | 5        |
| États-Unis (Hot Soul Singles)  | 12       |
| États-Unis (Cash Box Top 100)  | 2        |
| Pays-Bas (Nederlandse Top 40)  | 16       |
| Pays-Bas (Single Top 100)      | 29       |

| Classement (1977)             | Position |
| ----------------------------- | -------- |
| Australie (Kent Music Report) | 55       |

| Classement (1958-2018) | Position |
| ---------------------- | -------- |
| États-Unis (Hot 100)   | 93       |

### Certifications
| Région                                                                         | Certification | Ventes/Streams |
| ------------------------------------------------------------------------------ | ------------- | -------------- |
| Canada (Music Canada)                                                          | Or            | 75 000^        |
| États-Unis (RIAA)                                                              | Platine       | 2 500 000      |
| Royaume-Uni (BPI)                                                              | Platine       | 600 000‡       |
| ^Mise en rayon selon la certification ‡ventes/streaming selon la certification |               |                |

## Version de Vanilla Ice
Singles de Vanilla Ice
Ice Ice Baby
(1990) I Love You
(1991)
Le rappeur américain Vanilla Ice a enregistré une version de Play That Funky Music qui est parue sur son premier album To the Extreme (en) et a été sortie comme deuxième single de l'album le 19 novembre 1990. L'auteur-compositeur de la chanson, Rob Parissi, n'a pas été mentionné dans les crédits d'origine. Par la suite, Parissi a reçu 500 000 dollars dans le cadre d'un procès pour violation des droits d'auteur,.
Après sa sortie en single, la version de Vanilla Ice s'est notamment classée à la quatrième place du Billboard Hot 100 aux États-Unis et à la dixième place du UK Singles Chart au Royaume-Uni.

### Classements
| Classement (1990–1991)                    | Meilleure position |
| ----------------------------------------- | ------------------ |
| Allemagne (GfK Entertainment)             | 19                 |
| Australie (ARIA)                          | 13                 |
| Autriche (Ö3 Austria Top 40)              | 19                 |
| Belgique (Flandre Ultratop 50 Singles)    | 16                 |
| Canada (Top Singles)                      | 13                 |
| Canada (Dance/Urban Singles)              | 4                  |
| Danemark (IFPI)                           | 10                 |
| États-Unis (Hot 100)                      | 4                  |
| États-Unis (Hot Dance Music/Maxi-Singles) | 42                 |
| États-Unis (Hot R&B Singles)              | 22                 |
| États-Unis (Hot Rap Singles)              | 7                  |
| États-Unis (Cash Box Top 100)             | 4                  |
| Finlande (Suomen virallinen lista)        | 3                  |
| Irlande (IRMA)                            | 4                  |
| Nouvelle-Zélande (RMNZ)                   | 7                  |
| Pays-Bas (Nederlandse Top 40)             | 14                 |
| Pays-Bas (Single Top 100)                 | 12                 |
| Royaume-Uni (UK Singles Chart)            | 10                 |
| Royaume-Uni (UK Dance Chart)              | 32                 |
| Suisse (Schweizer Hitparade)              | 14                 |

| Classement (1991)            | Position |
| ---------------------------- | -------- |
| Canada (Dance/Urban Singles) | 44       |
| États-Unis (Hot 100)         | 57       |